# Raffaele Orgitano
Raffaele Orgitano   (Nàpols, 1770 - París, 1812) fou un compositor italià.
Orgitano provenia d'una família de músics: el seu pare Vincenzo també era compositor i el seu oncle Paolo era clavecinista. Després d'estudiar música sota la direcció de Nicola Sala al Conservatori de la "Pietà dei Turchini" de Nàpols, el 1790 va ingressar al despatx de mestre de cor extraordinari de la capella del Tresor de la catedral de Nàpols i el 20 de juliol de l'any següent també va ser nomenat organista supernumerari de la capella reial. El 1800 va seguir la família reial napolitana a Palerm, que va fugir a causa de l'esclat de la Revolució napolitana de 1799. Posteriorment, fins al 1802, va viatjar per Itàlia per representar les seves òperes còmiques, que van tenir un gran èxit als teatres de Venècia, Roma i Nàpols. Finalment es va establir a París, on no sembla que continués la seva activitat compositiva.
Entre les seves obres, les més destacades són No crec en les aparences i L'amor i l'interès, que van romandre a les cartelleres italianes durant més d'una dècada.

## Composicions
Òpera
- Non credere alle apparenze, ossia L'amore intraprendente (farsa, llibret de Giuseppe Maria Foppa, 10 octubre 1801, Venècia)
- Adelaide e Tebaldo (opera buffa, llibret de Gaetano Rossi, 27 desembre 1801, Venècia)
- Gli amanti al cimento (drama giocoso, llibret de M. Prunetti, Carnevale 1802, Roma)
- Amore ed interesse, ossia L'infermo ad arte (farsa, llibret de Giuseppe Palomba, 1802, Nàpols)
- Arsinoe (Nàpols)

Obra sacra
- La Passione di Gesù Cristo (cantata per 3 veus, 1797, Nàpols)
- Il voto di Jefte (drama sacra, llibret de F. Gonella, 1802, Florència)
- A renderci beati (himne per 8 veus i instruments)